# Ankyloterium
Ankyloterium (Ancylotherium – z greckiego „hakowate zwierzę”) – jeden z ostatnich przedstawicieli rodziny Chalicotheriidae, spokrewnionej z wymarłymi Brontotheriidae i z dzisiejszymi końmi, tapirami i nosorożcami. Żył 6,5–2 mln lat temu, od późnego miocenu do późnego pliocenu. Rodzaj Ancylotherium obejmuje jeden gatunek – Ancylotherium hennigi.

## Informacje
Ancylotherium preferowało sawanny we wschodniej i południowej Afryce. Jego dieta była wyłącznie roślinna; zjadał owoce, liście, gałęzie i korę drzew. Ancylotherium osiągało ponad 2 metry wysokości.